# Belas
Belas is een plaats en freguesia in de Portugese gemeente Sintra in het district Lissabon. In 2001 was het inwonertal 21.172 op een oppervlakte van 21,89 km².